# Armida (keresztnév)
Az Armida olasz eredetű női név, jelentése: felfegyverzett.

## Rokon nevek
Armilla

## Gyakorisága
Az újszülötteknek adott nevek körében az 1990-es években szórványosan fordult elő. A 2000-es és a 2010-es években sem szerepelt a 100 leggyakrabban adott női név között.
A teljes népességre vonatkozóan az Armida sem a 2000-es, sem a 2010-es években nem szerepelt a 100 leggyakrabban viselt női név között.

## Névnapok
szeptember 14., szeptember 22., december 4.

## Híres Armidák

### Egyéb Armidák
- Armida, Rossini operája
- Armida, Haydn operája